# La danza de la realidad
La danza de la realidad és una pel·lícula semiautobiogràfica musical de fantasia dramàtica Xilena-francesa del 2013 escrita, produïda i dirigida per Alejandro Jodorowsky, protagonitzada per Brontis Jodorowsky, Pamela Flores i Jeremias Herskovits. És la primera pel·lícula d'Alejandro Jodorowsky en 23 anys. La pel·lícula fou projectada en la Quinzena dels Directors durant el 66è Festival Internacional de Cinema de Canes. La pel·lícula es basa en un treball anterior de Jodorowsky publicat per primera vegada en castellà sota el títol La danza de la realidad: Psicomagia y psicochamanismo (2001).

## Argument
El jove Alejandro (Jeremías Herskovits) viu amb els seus pares jueus ucraïnesos Jaime (Brontis Jodorowsky) i Sara (Pamela Flores) a Tocopilla, Xile. Jaime és un comunista que adora Stalin i cria el seu fill amb gran severitat. La Sara canta en lloc de parlar durant tota la pel·lícula, i creu que Alejandro és la reencarnació del seu pare a causa del seu llarg cabell ros. Irritat per les opinions delirants de la seva dona sobre el seu fill i enfadat pel comportament d'Alejandro, que considera covard i efeminat, Jaime talla els cabells d'Alejandro (que es representa com una perruca en el que sembla ser realisme màgic), li exigeix repudiar l'existència de Déu, i el posa a proves d'autocontrol i valentia com suportar pessigolles, bufetades i, finalment, una operació dental sense anestèsia. Satisfet amb la valentia del seu fill, en Jaime reconeix que respecta l'Alejandro i s'encarrega que sigui la mascota dels bombers de Tocopilla.
L'Alejandro acompanya els bombers al lloc d'un incendi on un dels bombers queda atrapat a la casa i mor cremat. Durant la processó fúnebre posterior, l'Alejandro s'imagina estirat a l'arca amb el cadàver del bomber i s'ensorra de por. En Jaime el porta a casa, però crema l'uniforme de la mascota davant l'Alejandro quan es desperta, tornant a titllar el seu fill de covard i afirmant que s'avergonyeix d'ell. En un intent de demostrar la seva pròpia valentia als altres bombers, que temen que el menysprein a causa de la covardia del seu fill i la seva herència jueva, Jaime intenta repartir aigua a les víctimes de la plaga que es troben en quarantena fora de la ciutat, però ells maten i es mengen els seus rucs, i ell mateix està infectat. Torna a la seva botiga, visiblement infectat, i es produeix un enfrontament amb l'exèrcit. Quan Jaime entra en convulsions i l'exèrcit amenaça de cremar la botiga per contenir la infecció, la Sara prega per la recuperació de Jaime i orina sobre ell, curant-lo.
Animat per la seva miraculosa recuperació, Jaime planeja assassinar el president de dretes Carlos Ibáñez del Campo (Bastian Bodenhofer). Accepta treballar amb un altre comunista per assassinar Ibáñez en una exposició canina, però l'arma falla i Jaime es fa passar per un heroi quan salta entre Ibáñez i el pistoler. Per apropar-se a Ibáñez, Jaime demana una feina com a nuvi de l'estimat cavall del president Bucèfal com a pagament pel seu heroisme. Aleshores, Jaime enverina Bucèfal com a part del seu complot per matar Ibáñez, però quan Jaime té Ibáñez a punta de pistola, se li paralitzen les mans.
La història torna a l'Alejandro i la Sara, i la Sara comença a ensenyar a l'Alejandro com no tenir por a la foscor i com assegurar-se que la gent no se n'adoni. Ella li diu que sap en el seu cor que en Jaime és viu i els estima a tots dos. Lliguen una pedra a un globus i l'alliberen amb la creença que trobarà el camí cap a ell. Aleshores es mostra la roca caient al terrat d'una barraca on viu en Jaime. En Jaime es desperta i descobreix que ha perdut la memòria, que viu amb una petita camperola i que els seus braços han estat pintats dels colors de la bandera xilena.
Jaime comença un llarg viatge cap a casa, però és capturat pels nazis i torturat. Els rebels alliberen Jaime i el retornen a la seva família a Tocopilla. Les mans del Jaime es curen quan la Sara li diu "Vas trobar en Ibáñez tot el que admiraves en Stalin. Ets igual que ells! Has viscut amb la disfressa d'un tirà." Alejandro, Jaime i Sara s'embarquen en un vaixell i surten de Tocopilla.

## Repartiment
- Brontis Jodorowsky (fill gran de quatre fills d'Alejandro Jodorowsky) com a Jaime Jodorowsky
- Pamela Flores com Sara Jodorowsky
- Jeremias Herskovits (nét d'Alejandro Jodorowsky) com el jove Alejandro
- Alejandro Jodorowsky com el vell Alejandro
- Bastián Bodenhöfer com a Carlos Ibáñez
- Andrés Cox com a Don Aquiles
- Adán Jodorowsky (fill petit d'Alejandro Jodorowsky) com a anarquista
- Cristóbal Jodorowsky (fill d'Alejandro Jodorowsky) com a teòsof[4]
- Luz Jiménez com a reina de copes
- Marcelo Alonso com a cap nazi
- Sebastián Layseca com a portaveu nazi
- Nicolás Saavedra com a policia
- Paulina Hunt
- Andrés Skoknic com a torturador

## Producció
Després de buscar ubicacions a Xile al seu poble infantil a principis de 2011, Alejandro Jodorowsky va rebre el permís del govern local de Xile per rodar la primavera vinent. El 22 d'agost de 2011, va celebrar un fòrum amb els locals per discutir la seva visió amb la pel·lícula.

### Filmació
El rodatge va començar el juny de 2012 i va concloure l'agost següent. La major part de la pel·lícula es va rodar a Tocopilla. La dona de Jodorowsky, Pascale Montandon, va ser la dissenyadora de vestuari de la pel·lícula, i els seus tres fills van aparèixer a la pel·lícula.

### Post-producció
El gener de 2013, el fill de Jodorowsky, Brontis, el coprotagonista de la pel·lícula, va declarar que la pel·lícula estava en postproducció i que s'acabaria al març, dient que la pel·lícula és "molt diferent de les altres pel·lícules que ha fet".
La pel·lícula combina la història personal de Jodorowsky amb la metàfora, la mitologia i la poesia, reflectint la visió del director que la realitat no és objectiva sinó més aviat una "dansa" creada per la nostra imaginació: "La història de la meva vida és un esforç constant per ampliar la imaginació i les seves limitacions, per captar el seu potencial terapèutic i transformador... Una imaginació activa és la clau d'una visió tan àmplia: mira la vida des d'angles que no són els nostres, imaginant-nos altres nivells de consciència superiors als nostres".
Jodorowsky ha expressat la seva ambivalència cap a la indústria cinematogràfica i el seu enfocament a guanyar diners i ha afirmat "guanyar diners però més aviat perdre diners" en la realització d'aquesta pel·lícula, demanant que sigui finançada exclusivament amb donacions.

## Estrena
La pel·lícula fou projectada a la Quinzena dels Directors del 66è Festival Internacional de Cinema de Canes el 18 de maig de 2013. Va rebre una ovació d'empeus.
El tràiler es va publicar el 18 de maig de 2013. Els crítics van comentar la seva similitud amb el treball anterior de Jodorowsky i la influència de les pel·lícules de Federico Fellini.
Jodorowsky estava planejant l'"estrena internacional" de la pel·lícula el 7 de juny de 2013, que tingués lloc a la ciutat de Tocopilla, on es va rodar gran part de la pel·lícula.
La pel·lícula va tenir el seu debut als EUA al festival South by Southwest el març de 2014.

### Recepció crítica
La danza de la realidad va rebre crítiques positives. El lloc web de l'Agregador de ressenyes Rotten Tomatoes indica actualment que el 94% dels 63 crítics van donar a la pel·lícula una crítica positiva, amb una valoració mitjana de 7,4 sobre 10. El consens crític del lloc diu: "Aquest retorn esperat des de fa temps d'Alejandro Jodorowsky el troba tan desbordat d'imaginació -i de cor- com els fans esperaven." Actualment, la pel·lícula també té una puntuació mitjana ponderada de 76 sobre 100 a Metacritic basat en 21 crítiques, que indica "crítiques generalment favorables".
Michael Atkinson de LA Weekly va considerar que "La danza de la realidad pot ser la millor pel·lícula d'Alejandro Jodorowsky". Peter Bradshaw de The Guardian va considerar la pel·lícula un "espectacle apassionant", que va ser "envoltat de somnis lògics de la mitologia surrealista i llegenda instantània del dia, semblant a Fellini, Tod Browning, Emir Kusturica i molts més." Michael Phillips de Chicago Tribune va escriure: "A més de dues hores, La danza de la realidad sens dubte, té les seves longituds, però, en definitiva, està viu amb prou imatges i idees per a diverses pel·lícules, com si Jodorowsky tingués por d'haver d'esperar 20 anys més abans de fer-ne un altre."
Peter Sobczynski de RogerEbert.com va atorgar a la pel·lícula 4 estrelles completes de 4, i va assenyalar: "El que és diferent aquesta vegada és que, possiblement per primera vegada a la seva carrera, Jodorowsky ha trobat el confiança per comunicar les seves idees al públic d'una manera directa i sense disculpes emocionals sense recórrer a les seves tècniques habituals de distanciament com la imatgeria surrealista i la violència extrema que van fer que una pel·lícula com El topo fos tan radical en la seva època (i que, per ser franc, fa que sigui una mica cansat de suportar avui dia)." La pel·lícula va ser descrita per Stephanie Merry de The Washington Post com "una autobiografia surrealista que barreja personatges fantàstics, política xilena, idees religioses i la dolorosa realitat de l'adolescència". Eric Kohn d' IndieWire li va donar una qualificació de "B+", afirmant: "De vegades és molt entretinguda, però als 130 minuts el surrealisme fluix de vegades es fa cansat".

### Mitjans domèstics
L'estrena en DVD i Blu-ray de la pel·lícula estava programada per al 26 d'agost de 2014. La pel·lícula es va estrenar en DVD gratuïtament a Xile el 30 d'abril de 2015, com a "regal" d'ell mateix i del diari The Clinic juntament amb aquesta publicació.

## Palmarès Cinematográfic
II edició dels Premis Platino
| Any  | Categoria              | Candidat        | Resultat |
| ---- | ---------------------- | --------------- | -------- |
| 2015 | Millor Música Original | Adán Jodorowsky | Nominat  |